# تلمو آلیم دا سیلوا
تلمو آلیم دا سیلوا (به پرتغالی: Telmo Além da Silva) مدافع اهل برزیل است که در شهر Volta Redonda و در تاریخ ۱۳ ژانویهٔ ۱۹۷۵ به دنیا آمده‌است.
تلمو آلیم دا سیلوا در تیم‌های فوتبال Madureira سابقهٔ حضور دارد.